# 交響曲第5番 (團伊玖磨)
團伊玖磨の交響曲第5番は、作曲者の番号付き交響曲のうち5番目の作品。交響曲第4番と作曲期間が重なっており、初演もほぼ同時期に行われている。

## 作曲の経緯
1965年1月に着手。同年9月25日、葉山にて完成。

## 初演
1965年10月19日。團伊玖磨指揮、読売日本交響楽団。沼津市公会堂に於いて。

## 楽器編成
ピッコロ、フルート2、オーボエ2、イングリッシュ・ホルン、クラリネット2、バス・クラリネット、ファゴット2、コントラファゴット、ホルン6、トランペット3、トロンボーン4、テューバ、ティンパニ、トライアングル、タンバリン、小太鼓、シンバル、大太鼓、チューブラーベル、グロッケンシュピール、ハープ、弦五部（第1ヴァイオリン、第2ヴァイオリン、ヴィオラ、チェロ、コントラバス）

## 構成
演奏時間は約40分。
第1楽章 アンダンテ・ソステヌート ― アレグロ・モデラート
自由なソナタ形式。ユニークな序奏は、弦楽四重奏と弦楽合奏との対話によって進められる。
第2楽章 スケルツォ（アレグロ・ヴィーヴォ）
ゲネラルパウゼが効果的に使用されている。
第3楽章 古風な主題による10の変奏曲
主題はアンダンテ・カンタービレで、16小節にわたってクラリネット（一部オーボエに受け継がれる）により奏される。第7変奏では第1楽章冒頭を思わせる弦楽四重奏により前半が奏される。第10変奏で拍子を激変させ、そのままクライマックスを築く。